# Tramway de Strausberg
Strausberger Eisenbahn est une ligne de tramway desservant la ville Strausberg, en Allemagne.

## Réseau actuel

### Le matériel roulant
| Numéro | Constructeur          | Type        | Année de construction | Notes, origines                              |
| ------ | --------------------- | ----------- | --------------------- | -------------------------------------------- |
| 001    | RAW Schöneweide       | BZ69        | 1969                  | 1981 venant du réseau de Berlin (ex 269 047) |
| 003    | RAW Schöneweide       | BZ69        | 1969                  | 1981 de Berlin (ex 269 041)                  |
| 05 II  | RAW Schöneweide / LEW | TZ69        | 1969                  | 1981 de Berlin (ex 223 020)                  |
| 06     | RAW Schöneweide / LEW | TZ69        | 1969                  | 1981 de Berlin (ex 223 022)                  |
| 07     | RAW Schöneweide / LEW | TZ69        | 1969                  | 1986 de Woltersdorf (ex 39)                  |
| 13     | RAW Schöneweide / LEW | TZA         | 1968                  | 1993 de Berlin (ex 721 040)                  |
| 14     | LEW                   | EL 4        | 1964                  | Locomotive électrique                        |
| 15     | LEW                   | EL 4        | 1963                  | Locomotive électrique                        |
| 16     | Weyer / SSW           |             | 1925                  | ?                                            |
| 21     | ČKD Tatra             | Tatra KT8D5 | 1990                  | 1995 de Košice (ex 527)                      |
| 22     | ČKD Tatra             | Tatra KT8D5 | 1989                  | 1995 de Košice (ex 503)                      |
| 23     | ČKD Tatra             | Tatra KT8D5 | 1989                  | 1995 de Košice (ex 505)                      |
| 30     | ČKD Tatra             | Tatra T6C5  | 1998                  | 2003 de la Nouvelle-Orleans                  |